# December Bride (film)
December Bride  è un film irlandese del 1991 diretto da Thaddeus O'Sullivan. Il film, prodotto in Irlanda nel 1990 e distribuito dal novembre del 1991, è basato sul romanzo di Sam Hanna Bell e ha vinto un premio speciale della giuria agli European Film Awards del 1990.

## Produzione
Il film, diretto da Thaddeus O'Sullivan  su una sceneggiatura di David Rudkin  con il soggetto di Sam Hanna Bell (autore del romanzo), fu prodotto da British Screen Productions, Central Independent Television, Channel Four Films e Little Bird e girato negli Ardmore Studios a Bray in Irlanda e a Strangford Lough in Irlanda del Nord

## Distribuzione
Il film fu distribuito nel Regno Unito nel 1991 dalla British Screen.
In Italia è stato proiettato al Bergamo Film Meeting a Luglio 1990	
- nel Regno Unito l'8 febbraio 1991
- in Svezia il 29 novembre 1991
- in Germania il 26 marzo 1992 (Dezemberbraut)
- in Norvegia il 10 agosto 1992 (Desemberbrud, in prima TV)
- negli Stati Uniti il 9 settembre 1994 (New York)
- in Belgio (De winterbruid)
- in Ungheria (Decemberi menyasszony)
- in Polonia (Grudniowa panna mloda)
- in Finlandia (Joulukuun morsian)
- in Spagna (La novia de diciembre)
- in Portogallo (Noiva de Dezembro)